# 大門駅 (東京都)
大門駅（だいもんえき）は、東京都港区浜松町にある、東京都交通局（都営地下鉄）の駅。
浅草線と大江戸線が乗り入れている。駅番号は浅草線がA 09、大江戸線がE 20。
「浜松町」の副名称が設定されている。

## 歴史

### 年表
- 1964年（昭和39年）10月1日：都営1号線の駅が開業し[3]、国鉄（現・JR東日本）浜松町駅・東京モノレール モノレール浜松町駅と乗り換え業務を開始。当初は延伸区間が単線だったため、1面1線で営業を開始していたが、泉岳寺延伸に先駆けて現在の2面2線へと拡大した。
- 1978年（昭和53年）7月1日：都営1号線を浅草線に改称[3]。
- 2000年（平成12年）12月12日：都営大江戸線の駅が開業し、乗り換え駅となる[3]。また、浅草線の「エアポート快特」の停車駅となる。
- 2007年（平成19年）3月18日：ICカード「PASMO」の利用が可能となる[4]。
- 2015年（平成27年）4月1日：浅草線駅業務が新橋駅務管理所新橋駅務区から大門駅務管理所大門駅務区に移管される。
- 2016年（平成28年）4月1日：大門駅務管理所が大門駅務管区に改組。当管理所の傘下であった門前仲町駅務区は門前仲町駅務管区へ移管し、新たに五反田駅務区が五反田駅務管理所から移管され、当管区の傘下となる。また大門駅務区は六本木 - 代々木間が青山駅務区へ移管し、門前仲町駅務区から築地市場・汐留が移管される。
- 2019年（令和元年）11月16日：浅草線ホームでホームドアの使用を開始[5]。
- 2021年（令和3年）2月18日：浅草線の駅に副名称「浜松町」を導入（大江戸線の駅は開業当初より導入済）[6]。

### 駅名の由来
駅に近接している増上寺の総門を指す「大門」から由来する。大江戸線の駅は、建設時に仮称として浜松町駅を名乗っていたが、駅名が決定した時に浜松町を副名称として採用した。

## 駅構造
浅草線は相対式ホーム2面2線、大江戸線は島式ホーム1面2線を持つ地下駅である。開業当初は国道15号線地下の浅草線の駅のみだったが、世界貿易センタービル北側に面する形で大江戸線の駅が開業し、乗換駅となった。両線は当駅でほぼ直角に交わっている。
羽田空港・成田空港への利用客が当駅での乗り換えをスムーズにするために、ホームと改札内連絡通路の間にはエスカレーターが、改札外通路にはエレベーターが設置されている。なお、B1出入口は大江戸線開業時に設置していなかったが、浜松町スクエアのオープン時に新設された。
改札外連絡通路には、大門の歴史を記載したパネルが設置されている。
大門駅務管区の所在駅であり、大門駅務区（大江戸線築地市場駅 - 麻布十番駅間と浅草線大門駅）、青山駅務区（大江戸線六本木駅 - 代々木駅間）、五反田駅務区（浅草線西馬込駅 - 泉岳寺駅間）を統括する。
浅草線駅業務は東京都営交通協力会に業務を委託している。

### のりば
| 番線 | 路線         | 行先                           |
| ---- | ------------ | ------------------------------ |
| 1    | 都営浅草線   | 西馬込・ 羽田空港・ 京急線方面 |
| 2    | 都営浅草線   | 押上・ 京成線・ 北総線方面     |
| 3    | 都営大江戸線 | 両国・春日方面                 |
| 4    | 都営大江戸線 | 六本木・都庁前方面             |

（出典：都営地下鉄:駅構内図）

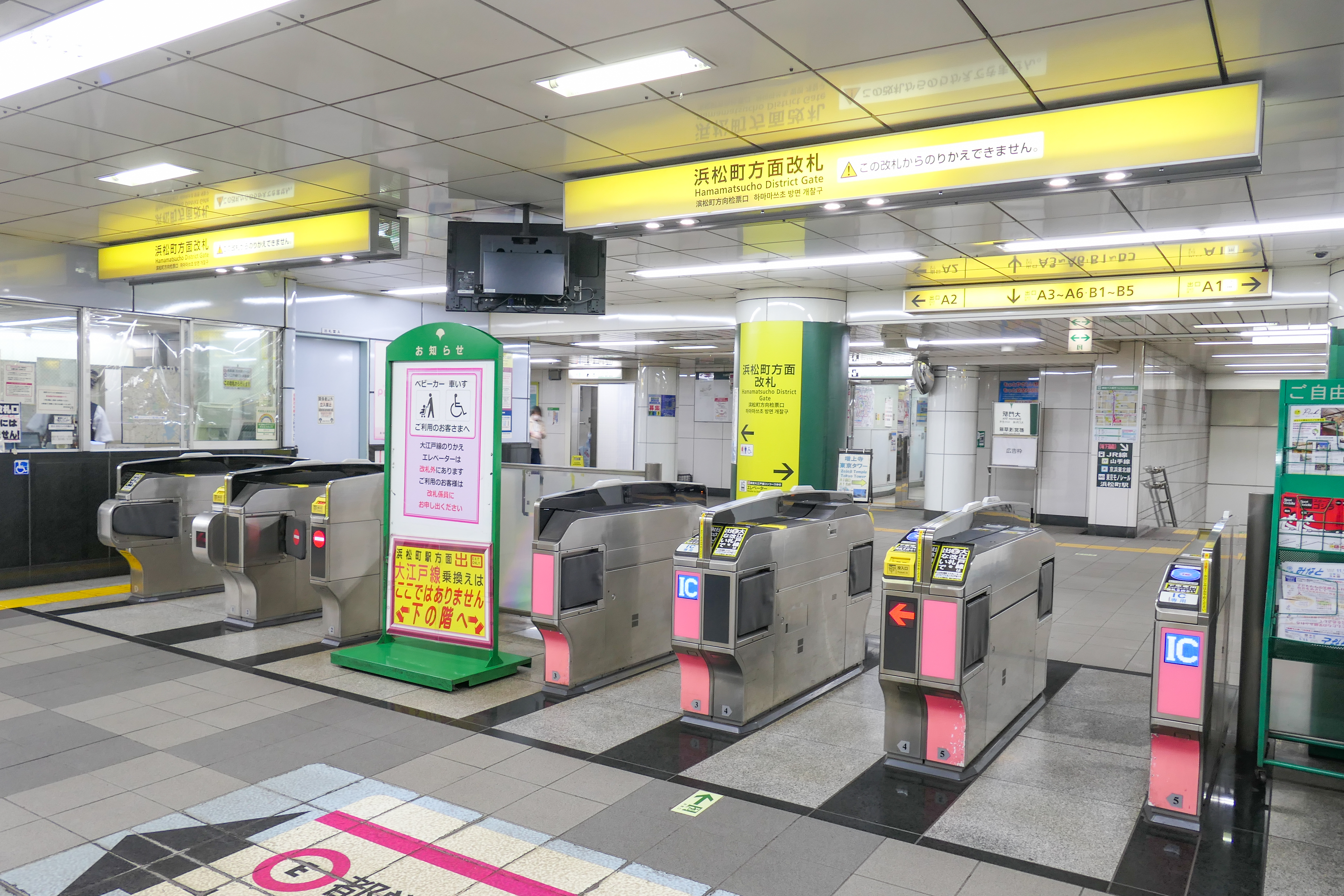
浜松町方面改札（2022年11月）
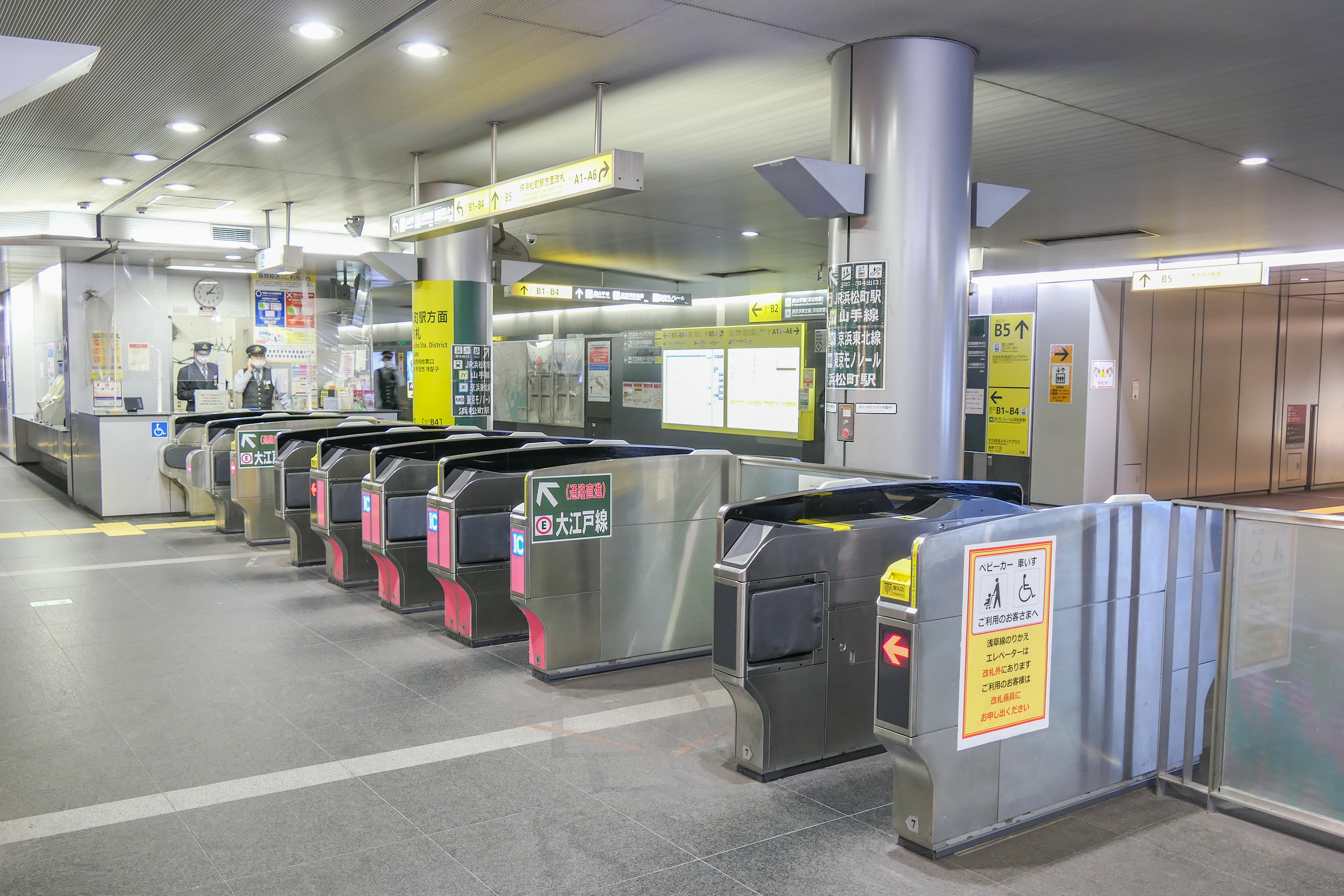
JR浜松町駅方面改札（2022年11月）
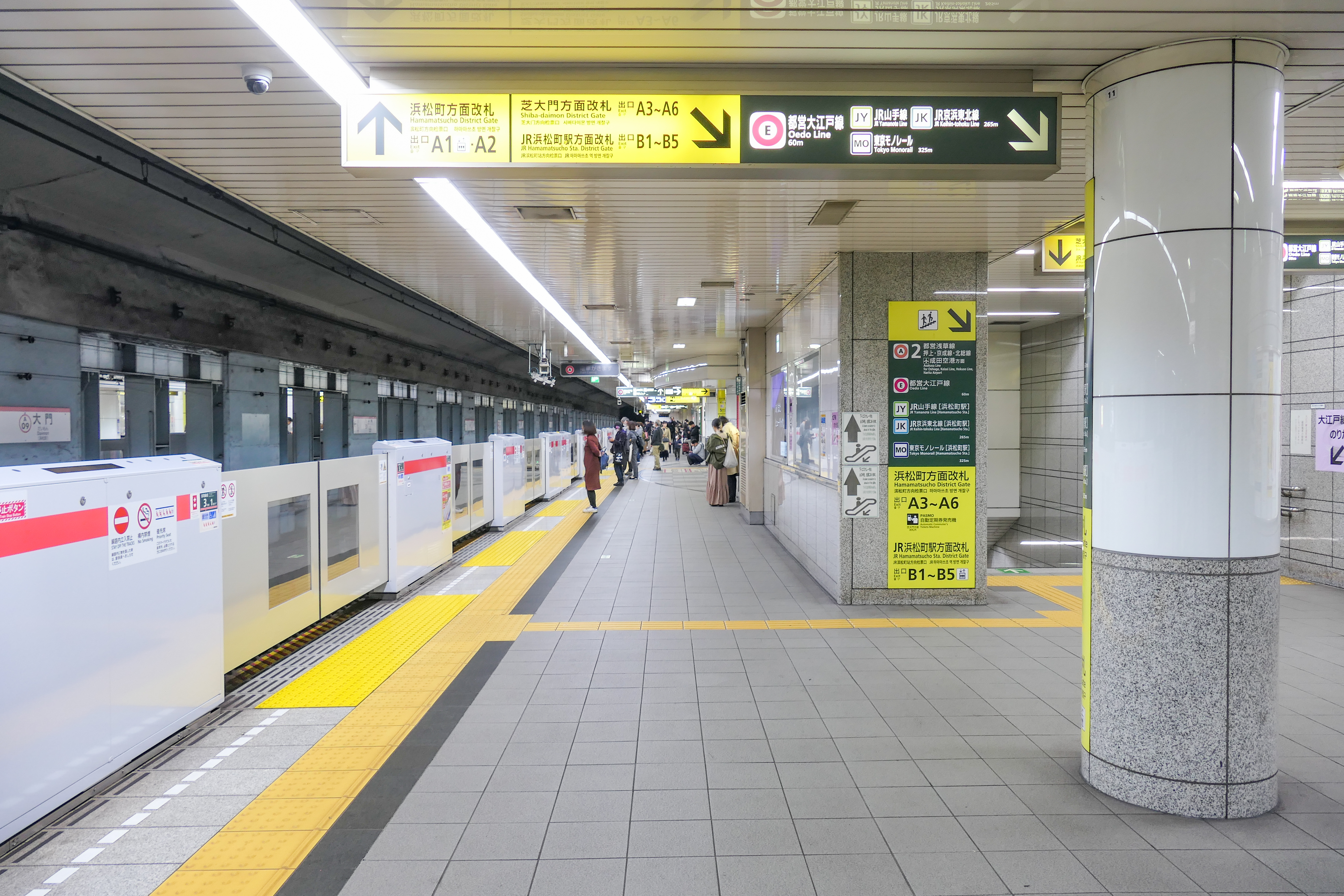
1番線ホーム（2022年11月）
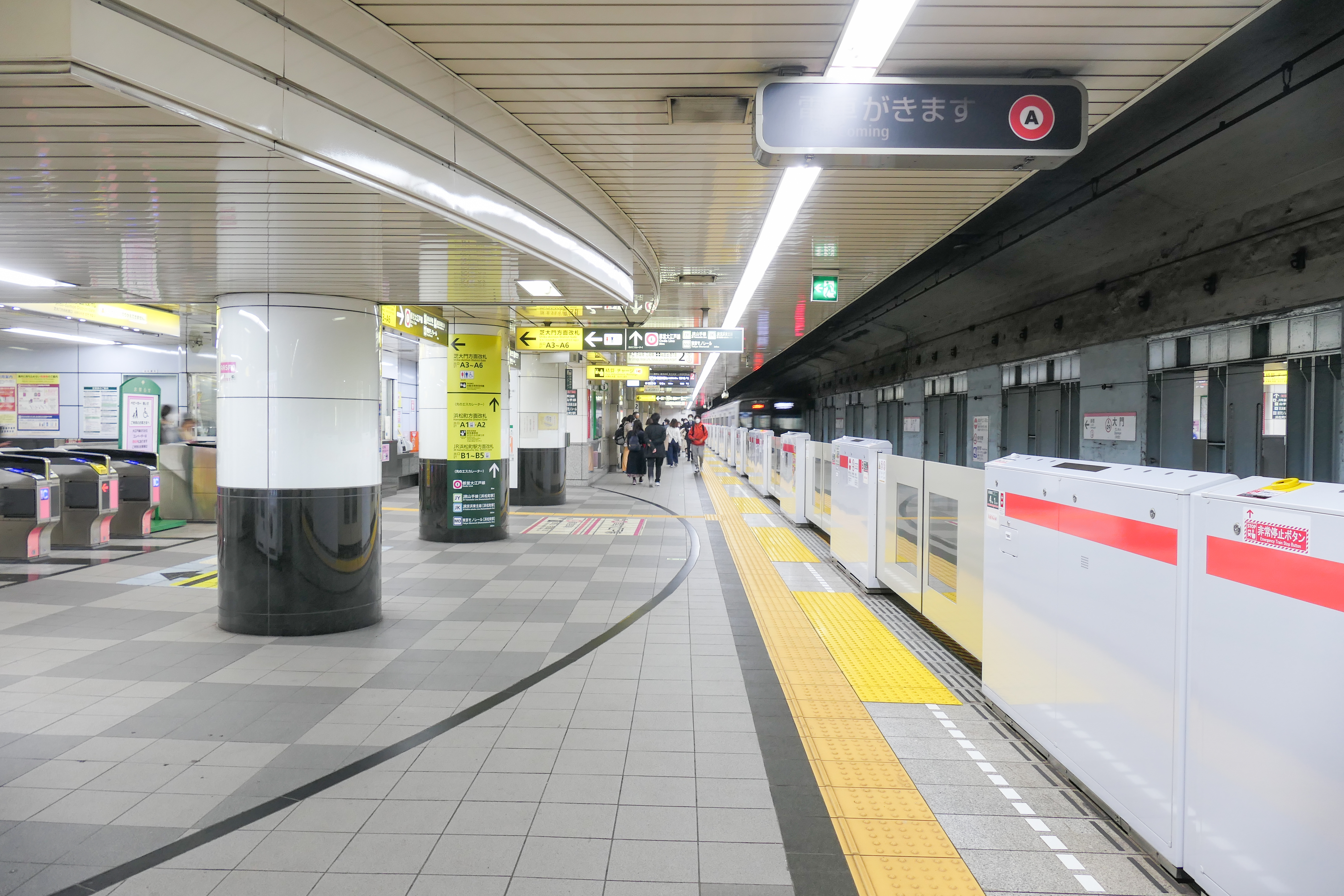
2番線ホーム（2022年11月）
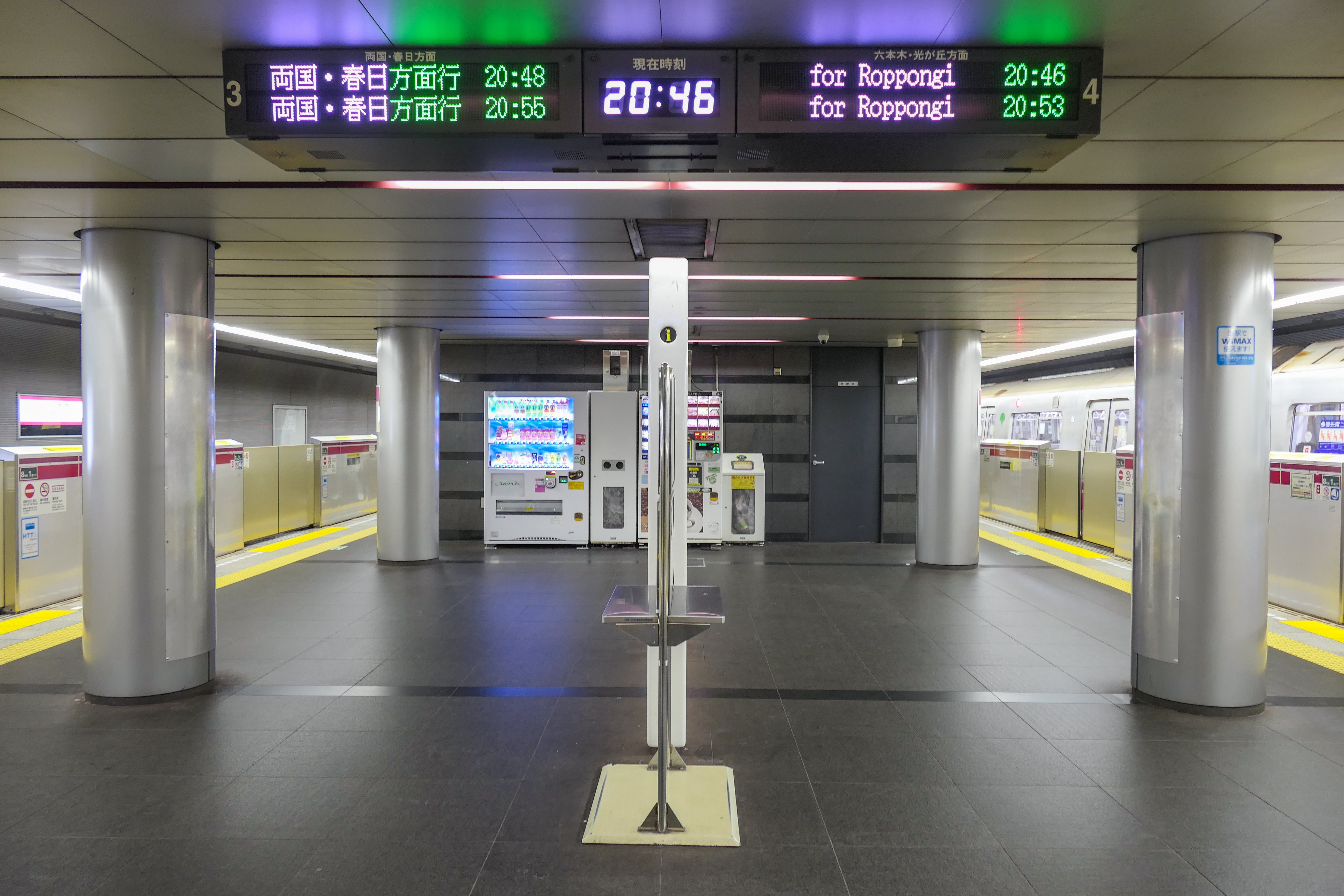
3・4番線ホーム（2022年11月）

## 利用状況
- 都営地下鉄[都交 1]
  - 浅草線 - 2023年度の1日平均乗降人員は95,470人（乗車人員：47,704人、降車人員：47,766人）である。
浅草線全20駅の中では押上駅、泉岳寺駅、三田駅に次ぐ第4位。
  - 大江戸線 - 2023年度の1日平均乗降人員は108,152人（乗車人員：54,248人、降車人員：53,904人）である。
大江戸線全38駅の中では新宿駅に次ぐ第2位。

### 年度別1日平均乗降人員
近年の1日平均乗降人員の推移は下表の通り。
| 年度               | 都営地下鉄       | 都営地下鉄 | 都営地下鉄       | 都営地下鉄 | 出典       |
| 年度               | 浅草線           | 浅草線     | 大江戸線         | 大江戸線   | 出典       |
| 年度               | 1日平均 乗降人員 | 増加率     | 1日平均 乗降人員 | 増加率     | 出典       |
| ------------------ | ---------------- | ---------- | ---------------- | ---------- | ---------- |
| 2003年（平成15年） | 74,135           | 1.8%       | 89,177           | 4.4%       |            |
| 2004年（平成16年） | 73,754           | −0.5%      | 89,385           | 0.2%       |            |
| 2005年（平成17年） | 77,096           | 4.5%       | 93,518           | 4.6%       |            |
| 2006年（平成18年） | 81,028           | 5.1%       | 98,616           | 5.5%       |            |
| 2007年（平成19年） | 87,156           | 7.6%       | 108,660          | 10.2%      |            |
| 2008年（平成20年） | 90,230           | 3.5%       | 112,662          | 3.7%       |            |
| 2009年（平成21年） | 90,522           | 0.3%       | 112,126          | −0.5%      |            |
| 2010年（平成22年） | 90,144           | −0.4%      | 112,829          | 0.6%       |            |
| 2011年（平成23年） | 87,704           | −2.7%      | 109,570          | −2.9%      |            |
| 2012年（平成24年） | 90,926           | 3.7%       | 114,078          | 4.1%       |            |
| 2013年（平成25年） | 94,181           | 3.6%       | 117,881          | 3.3%       |            |
| 2014年（平成26年） | 96,800           | 2.8%       | 120,104          | 1.9%       |            |
| 2015年（平成27年） | 102,390          | 5.2%       | 124,776          | 3.9%       |            |
| 2016年（平成28年） | 106,199          | 3.7%       | 127,917          | 2.5%       |            |
| 2017年（平成29年） | 109,543          | 3.1%       | 131,584          | 2.8%       |            |
| 2018年（平成30年） | 112,622          | 2.8%       | 135,039          | 2.6%       | [ 都交 2 ] |
| 2019年（令和元年） | 113,928          | 1.2%       | 137,102          | 1.5%       | [ 都交 3 ] |
| 2020年（令和02年） | 70,861           | −37.8%     | 83,715           | −38.9%     | [ 都交 4 ] |
| 2021年（令和03年） | 72,155           | 1.8%       | 83,897           | 0.2%       | [ 都交 5 ] |
| 2022年（令和04年） | 82,083           | 13.8%      | 94,195           | 12.3%      | [ 都交 6 ] |
| 2023年（令和05年） | 95,470           | 16.3%      | 108,152          | 14.8%      | [ 都交 1 ] |

### 年度別1日平均乗車人員（1964年 - 2000年）
| 年度               | 浅草線 | 大江戸線 | 出典          |
| ------------------ | ------ | -------- | ------------- |
| 1964年（昭和39年） | 2,582  | 未開業   | [ 都統計 1 ]  |
| 1965年（昭和40年） | 3,273  | 未開業   | [ 都統計 2 ]  |
| 1966年（昭和41年） | 3,925  | 未開業   | [ 都統計 3 ]  |
| 1967年（昭和42年） | 4,681  | 未開業   | [ 都統計 4 ]  |
| 1968年（昭和43年） | 6,268  | 未開業   | [ 都統計 5 ]  |
| 1969年（昭和44年） | 9,093  | 未開業   | [ 都統計 6 ]  |
| 1970年（昭和45年） | 11,067 | 未開業   | [ 都統計 7 ]  |
| 1971年（昭和46年） | 12,254 | 未開業   | [ 都統計 8 ]  |
| 1972年（昭和47年） | 12,633 | 未開業   | [ 都統計 9 ]  |
| 1973年（昭和48年） | 12,068 | 未開業   | [ 都統計 10 ] |
| 1974年（昭和49年） | 11,134 | 未開業   | [ 都統計 11 ] |
| 1975年（昭和50年） | 11,033 | 未開業   | [ 都統計 12 ] |
| 1976年（昭和51年） | 10,685 | 未開業   | [ 都統計 13 ] |
| 1977年（昭和52年） | 11,025 | 未開業   | [ 都統計 14 ] |
| 1978年（昭和53年） | 10,518 | 未開業   | [ 都統計 15 ] |
| 1979年（昭和54年） | 10,637 | 未開業   | [ 都統計 16 ] |
| 1980年（昭和55年） | 11,184 | 未開業   | [ 都統計 17 ] |
| 1981年（昭和56年） | 11,581 | 未開業   | [ 都統計 18 ] |
| 1982年（昭和57年） | 12,710 | 未開業   | [ 都統計 19 ] |
| 1983年（昭和58年） | 13,689 | 未開業   | [ 都統計 20 ] |
| 1984年（昭和59年） | 14,605 | 未開業   | [ 都統計 21 ] |
| 1985年（昭和60年） | 14,973 | 未開業   | [ 都統計 22 ] |
| 1986年（昭和61年） | 15,742 | 未開業   | [ 都統計 23 ] |
| 1987年（昭和62年） | 16,642 | 未開業   | [ 都統計 24 ] |
| 1988年（昭和63年） | 16,910 | 未開業   | [ 都統計 25 ] |
| 1989年（平成元年） | 17,460 | 未開業   | [ 都統計 26 ] |
| 1990年（平成02年） | 17,816 | 未開業   | [ 都統計 27 ] |
| 1991年（平成03年） | 19,281 | 未開業   | [ 都統計 28 ] |
| 1992年（平成04年） | 19,660 | 未開業   | [ 都統計 29 ] |
| 1993年（平成05年） | 19,288 | 未開業   | [ 都統計 30 ] |
| 1994年（平成06年） | 19,874 | 未開業   | [ 都統計 31 ] |
| 1995年（平成07年） | 19,648 | 未開業   | [ 都統計 32 ] |
| 1996年（平成08年） | 19,896 | 未開業   | [ 都統計 33 ] |
| 1997年（平成09年） | 20,153 | 未開業   | [ 都統計 34 ] |
| 1998年（平成10年） | 19,430 | 未開業   | [ 都統計 35 ] |
| 1999年（平成11年） | 17,563 | 未開業   | [ 都統計 36 ] |
| 2000年（平成12年） | 17,545 | 15,082   | [ 都統計 37 ] |

### 年度別1日平均乗車人員（2001年以降）
近年の1日平均乗車人員の推移は下表の通り。
| 年度               | 浅草線 | 大江戸線 | 出典          | 出典       |
| 年度               | 浅草線 | 大江戸線 | 東京都        | 交通局     |
| ------------------ | ------ | -------- | ------------- | ---------- |
| 2001年（平成13年） | 18,340 | 21,436   | [ 都統計 38 ] |            |
| 2002年（平成14年） | 18,756 | 24,384   | [ 都統計 39 ] |            |
| 2003年（平成15年） | 18,489 | 25,096   | [ 都統計 40 ] |            |
| 2004年（平成16年） | 18,293 | 25,479   | [ 都統計 41 ] |            |
| 2005年（平成17年） | 18,962 | 26,427   | [ 都統計 42 ] |            |
| 2006年（平成18年） | 39,833 | 49,079   | [ 都統計 43 ] |            |
| 2007年（平成19年） | 42,967 | 54,415   | [ 都統計 44 ] |            |
| 2008年（平成20年） | 44,685 | 56,679   | [ 都統計 45 ] |            |
| 2009年（平成21年） | 44,929 | 56,372   | [ 都統計 46 ] |            |
| 2010年（平成22年） | 44,781 | 56,693   | [ 都統計 47 ] |            |
| 2011年（平成23年） | 43,571 | 55,104   | [ 都統計 48 ] |            |
| 2012年（平成24年） | 45,022 | 57,537   | [ 都統計 49 ] |            |
| 2013年（平成25年） | 46,268 | 59,380   | [ 都統計 50 ] |            |
| 2014年（平成26年） | 48,077 | 60,376   | [ 都統計 51 ] |            |
| 2015年（平成27年） | 50,948 | 62,623   | [ 都統計 52 ] |            |
| 2016年（平成28年） | 52,853 | 64,214   | [ 都統計 53 ] |            |
| 2017年（平成29年） | 54,630 | 66,103   | [ 都統計 54 ] |            |
| 2018年（平成30年） | 56,333 | 67,686   | [ 都統計 55 ] | [ 都交 2 ] |
| 2019年（令和元年） | 56,917 | 68,670   | [ 都統計 56 ] | [ 都交 3 ] |
| 2020年（令和02年） | 35,359 | 41,768   |               | [ 都交 4 ] |
| 2021年（令和03年） | 35,992 | 41,844   |               | [ 都交 5 ] |
| 2022年（令和04年） | 40,908 | 47,086   |               | [ 都交 6 ] |
| 2023年（令和05年） | 47,704 | 54,248   |               | [ 都交 1 ] |

備考
1. ↑  1964年10月1日開業。開業日から翌年3月31日までの計182日間を集計したデータ。
2. ↑  2000年12月12日開業。開業日から翌年3月31日までの計110日間を集計したデータ。
3. ↑  2006年度以降の乗車人員は、大江戸線との乗換人員を含む値。
4. ↑  2006年度以降の乗車人員は、浅草線との乗換人員を含む値。

## 駅周辺
- 増上寺
- ザ・プリンス パークタワー東京

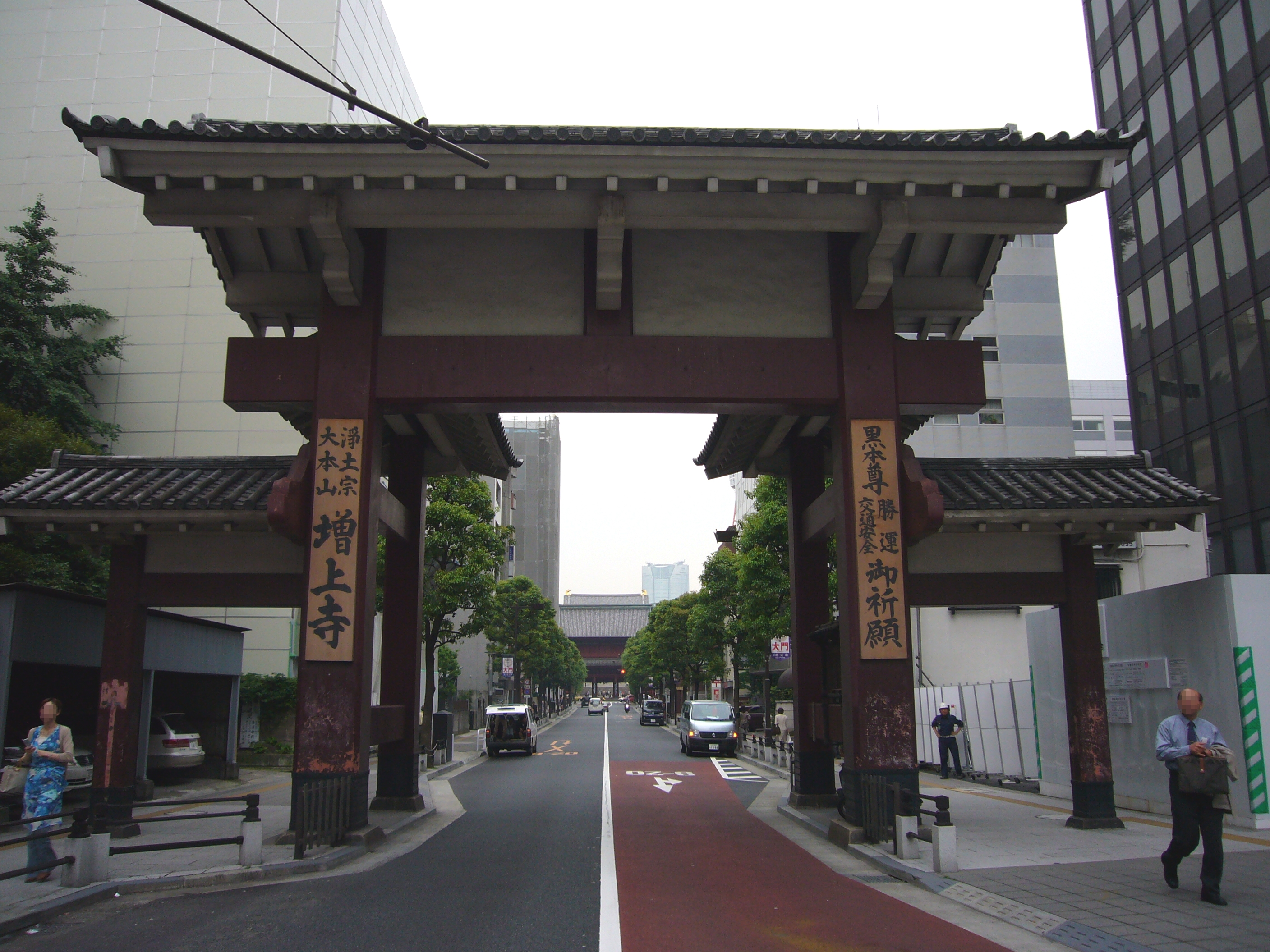
駅名の由来となった増上寺の総門

- 世界貿易センタービル（ビル経由で以下の両駅に連絡している）
  - 東日本旅客鉄道（JR東日本）山手線・京浜東北線 - 浜松町駅
  - 東京モノレール 東京モノレール羽田空港線 - モノレール浜松町駅
- 港区役所
- 浜松町公証役場
- 文化放送メディアプラス
  - 文化放送 - 以前大江戸線の最寄り施設案内放送で流れていた。
- 汐留芝離宮ビル
- 汐留ビルディング
  - ハマサイト・グルメ
- 浜松町スクエア
- 旧芝離宮恩賜庭園
- 東京都立芝商業高等学校
- 芝大神宮
- 総合地所グループ - 大江戸線の最寄り施設案内放送で流れている。
- 日本生命浜松町クレアタワー - 2018年9月より、B5出口が共用を開始し、駅直結となった。
  - 日本生命保険
  - 資生堂ジャパン
  - アイリスオーヤマ東京本部
  - シノケングループ東京本社
  - 朝日放送グループホールディングス東京オフィス
    - 朝日放送テレビ東京オフィス
    - 朝日放送ラジオ東京支社
    - スカイ・エー東京支社
    - ABCフロンティア
    - エー・ビー・シー開発東京支社

  - オリックス不動産事業本部・グループ各社
    - オリックス不動産
    - オリックス・クレジット

  - 東京ガスデジタルイノベーション戦略部・グループ各社
    - 東京ガスiネット

## その他
- 浅草線の建設当時、直上の国道15号大門交差点を立体交差化する計画があり、当駅はその高架橋の基礎のスペースを確保した構造で建設された。後に立体交差化の計画はなくなったが、大江戸線開業時に、橋脚予定地のスペース部分に連絡通路を設けた[10]。
- 大江戸線の建設時、当駅近くにある汐留寄りのトンネルが最後の建設区間となった。建設の際は、地上を走る東海道新幹線や東海道本線の線路を移動し、それぞれの電車の安全運行を確保しながら工事を行った[要出典]。

## 隣の駅
東京都交通局（都営地下鉄）
 都営浅草線（泉岳寺 - 新橋間は全列車が各駅に停車）
三田駅 (A 08) - 大門駅 (A 09) - 新橋駅 (A 10)
 都営大江戸線
汐留駅 (E 19) - 大門駅 (E 20) - 赤羽橋駅 (E 21)

#### 利用状況に関する出典
地下鉄の統計データ
1. ↑  レポート - 関東交通広告協議会
2. ↑  東京都統計年鑑 - 東京都
3. ↑  行政資料集 - 港区

東京都交通局 各駅乗降人員
1. 1 2 3 4 5 6  「II 高速電車事業」『令和5年度 運輸統計年報』（PDF）（レポート）東京都交通局。オリジナルの2025年1月25日時点におけるアーカイブ。2025年1月29日閲覧。
2. 1 2  「II 高速電車事業」『平成30年度 運輸統計年報』（PDF）（レポート）東京都交通局。オリジナルの2024年3月29日時点におけるアーカイブ。2025年2月8日閲覧。
3. 1 2  「II 高速電車事業」『令和元年度 運輸統計年報』（PDF）（レポート）東京都交通局。オリジナルの2024年7月10日時点におけるアーカイブ。2025年2月8日閲覧。
4. 1 2  「II 高速電車事業」『令和2年度 運輸統計年報』（PDF）（レポート）東京都交通局。オリジナルの2022年7月22日時点におけるアーカイブ。2025年1月29日閲覧。
5. 1 2  「II 高速電車事業」『令和3年度 運輸統計年報』（PDF）（レポート）東京都交通局。オリジナルの2023年11月3日時点におけるアーカイブ。2025年1月29日閲覧。
6. 1 2  「II 高速電車事業」『令和4年度 運輸統計年報』（PDF）（レポート）東京都交通局。オリジナルの2023年11月3日時点におけるアーカイブ。2023年11月3日閲覧。

東京都統計年鑑
1. ↑  昭和39年 (PDF)
2. ↑  昭和40年 (PDF)
3. ↑  昭和41年 (PDF)
4. ↑  昭和42年 (PDF)
5. ↑  昭和43年 (PDF)
6. ↑  昭和44年 (PDF)
7. ↑  昭和45年 (PDF)
8. ↑  昭和46年 (PDF)
9. ↑  昭和47年 (PDF)
10. ↑  昭和48年 (PDF)
11. ↑  昭和49年 (PDF)
12. ↑  昭和50年 (PDF)
13. ↑  昭和51年 (PDF)
14. ↑  昭和52年 (PDF)
15. ↑  昭和53年 (PDF)
16. ↑  昭和54年 (PDF)
17. ↑  昭和55年 (PDF)
18. ↑  昭和56年 (PDF)
19. ↑  昭和57年 (PDF)
20. ↑  昭和58年 (PDF)
21. ↑  昭和59年 (PDF)
22. ↑  昭和60年 (PDF)
23. ↑  昭和61年 (PDF)
24. ↑  昭和62年 (PDF)
25. ↑  昭和63年 (PDF)
26. ↑  平成元年 (PDF)
27. ↑  平成2年 (PDF)
28. ↑  平成3年 (PDF)
29. ↑  平成4年 (PDF)
30. ↑  平成5年 (PDF)
31. ↑  平成6年 (PDF)
32. ↑  平成7年 (PDF)
33. ↑  平成8年 (PDF)
34. ↑  平成9年  (Microsoft Excelの.xls)
35. ↑  平成10年 (PDF)
36. ↑  平成11年 (PDF)
37. ↑  平成12年
38. ↑  平成13年
39. ↑  平成14年
40. ↑  平成15年
41. ↑  平成16年
42. ↑  平成17年
43. ↑  平成18年
44. ↑  平成19年
45. ↑  平成20年
46. ↑  平成21年
47. ↑  平成22年
48. ↑  平成23年
49. ↑  平成24年
50. ↑  平成25年
51. ↑  平成26年
52. ↑  平成27年
53. ↑  平成28年
54. ↑  平成29年
55. ↑  平成30年
56. ↑  平成31年・令和元年